# Liste der Kulturdenkmäler in Dickenschied
In der Liste der Kulturdenkmäler in Dickenschied sind alle Kulturdenkmäler der rheinland-pfälzischen Ortsgemeinde Dickenschied aufgeführt. Grundlage ist die Denkmalliste des Landes Rheinland-Pfalz (Stand: 27. Oktober 2023).

## Einzeldenkmäler
| Bezeichnung                           | Lage                                      | Baujahr                            | Beschreibung                                                                  | Bild                           |
| ------------------------------------- | ----------------------------------------- | ---------------------------------- | ----------------------------------------------------------------------------- | ------------------------------ |
| Grabkreuz                             | Kirchberger Straße, auf dem Friedhof Lage | zweite Hälfte des 19. Jahrhunderts | Grabkreuz, Gusseisen, Rheinböllener Hütte, zweite Hälfte des 19. Jahrhunderts | Fotos hochladen                |
| Katholische Kirche Vierzehn Nothelfer | Kirchstraße Lage                          | 1842–44                            | neuromanischer Saalbau, 1842–44                                               | weitere Bilder Fotos hochladen |
| Evangelische Kirche                   | Lindenschieder Straße Lage                | 1914–18                            | barockisierender Bruchsteinsaal, 1914–18; bauliche Gesamtanlage               | weitere Bilder Fotos hochladen |